# Sean Lemass
Seán Francis Lemass (Dublino, 15 luglio 1899 – Dublino, 11 maggio 1971) è stato un politico irlandese, ed è stato Capo del Governo dal 23 giugno 1959 al 10 novembre 1966.
Ha fatto parte del partito Fianna Fáil.